# Zinaida Turchyna
Zinaida Turchyna (em ucraniano: Зінаїда Турчина:Kiev, 17 de Maio de 1946) é uma handebolista ucraniana, multicampeã e bicampeã olimpica e mundial. 
É considerada uma lenda do esporte. Em 1999 ganhou o prêmio de A jogadora do Século pela IHF.

## Títulos

### Individuais
1999 -  Jogadora do Século pela IHF

### Por Equipes

#### Olimpíadas
- 1976 -  Campeã Olímpica
- 1980 -  Bicampeã Olímpica
- 1988 -  Medalha de Bronze

#### Campeonatos Mundiais
- 1973 -  Medalha de Bronze
- 1975 -  Medalha de Prata
- 1978 -  Medalha de Prata
- 1982 -  Campeã Mundial
- 1986 -  Bi-campeã Mundial

#### Campeonatos Europeus de Clubes
- 11 vezes campeã do "European Champion Clubs’ Cup" com o Spartak Kiev.